# Roxanne (låt)
Roxanne är en låt av det brittiska rockbandet The Police. Låten släpptes som singel den 7 april 1978 och återfinns på albumet Outlandos d'Amour.
"Roxanne" handlar om en man som blir kär i en prostituerad kvinna.
Låten rankades som den 388:e bästa låten genom tiderna av Rolling Stone.